# Бойги
Бойги (лат. Boiga) — род змей из семейства ужеобразных. В длину могут достигать 2,8 м. Голова с укороченной мордой резко ограничена от шеи, туловище заметно уплощено с боков. Заднебороздчатые ядовитые змеи: ядовитые зубы неподвижно причленяются к задней части верхней челюсти. Для человека укус может приводить к незначительным местным эффектам, такими как боль в месте укуса, отёк и покраснение.
Обитают преимущественно на деревьях и кустарниках, где ведут ночной образ жизни.
Известно более 30 видов, населяющих Южную и Переднюю Азию, тропическую Африку и Австралию. На территории бывшего СССР, на юге Средней Азии, встречается один вид рода — индийская бойга (длина до 1 м).

## Виды
Род содержит 38 вида:
- Boiga andamanensis (Wall, 1909)
- Boiga angulata (Peters, 1961) — филиппинская угловатая бойга
- Boiga barnesii (Günther, 1869)
- Boiga beddomei (Wall, 1909) — бойга Беддома
- Boiga bengkuluensis Orlov, Kudryavtzev, Ryabov & Shumakov, 2003
- Boiga bourreti Tillack, Ziegler & Khac Quyet, 2004
- Boiga ceylonensis (Günther, 1858) — цейлонская бойга
- Boiga cyanea (Duméril, Bibron & Duméril, 1854) — синяя бойга
- Boiga cynodon (Boie, 1827) — большезубая бойга
- Boiga dendrophila (Boie, 1827) — мангровая змея, или уленбуронг
- Boiga dightoni (Boulenger, 1894)
- Boiga drapiezii (Boie, 1827) — белопятнистая бойга
- Boiga flaviviridis Vogel & Ganesh, 2013
- Boiga forsteni (Duméril, Bibron & Duméril, 1854) — бойга Форстена
- Boiga gocool (Gray, 1834)
- Boiga guangxiensis Wen, 1998
- Boiga hoeseli Ramadhan, Iskandar & Subasri, 2010
- Boiga irregularis (Bechstein, 1802) — коричневая бойга
- Boiga jaspidea (Duméril, Bibron & Duméril, 1854) — яшмовая бойга
- Boiga kraepelini Stejneger, 1902
- Boiga melanota (Boulenger, 1896)
- Boiga multifasciata (Blyth, 1861) — многополосая бойга
- Boiga multomaculata (Boie, 1827) — многопятнистая бойга
- Boiga nigriceps (Günther, 1863) — черноголовая бойга
- Boiga nuchalis (Günther, 1875)
- Boiga ochracea (Theobald, 1868)
- Boiga philippina (Peters, 1967) — филиппинская бойга
- Boiga quincunciata (Wall, 1908)
- Boiga ranawanei (Samarawickrama, Samarawickrama, Wijesena & Orlov, 2005)
- Boiga saengsomi Nutaphand, 1985
- Boiga schultzei Taylor, 1923
- Boiga siamensis Nutaphand, 1971
- Boiga tanahjampeana Orlov & Ryabov, 2002
- Boiga trigonata (Schneider, 1802) — индийская бойга
- Boiga wallachi Das, 1998
- Boiga westermanni (Reinhardt, 1863)
- Boiga whitakeri Ganesh, Mallik, Achyuthan, Shanker & Vogel, 2021